# Vincenzo Pacilli
Vincenzo Pacilli (Napoli, 15 agosto 1986) è un attore italiano.
Ha esordito al cinema nel 2004 come protagonista nel film Vento di terra del regista partenopeo Vincenzo Marra (nel ruolo di Vincenzo). Questa interpretazione gli ha fruttato il premio come miglior attore protagonista al Festival Europeo di Cinessone 2005, quello come miglior attore al Festival Premiers Plan D'Angers 2005 e il premio della critica Camillo Marino-Laceno d'oro 2005.
Nel 2009 ha recitato al fianco di Margherita Buy nel film Lo spazio bianco di Francesca Comencini, nel ruolo di capo scorta.